# Mosman (LGA)
Municipality of Mosman is een Local Government Area (LGA) in Australië in de staat New South Wales. Municipality of Mosman telt 28.152 inwoners. De hoofdplaats is Mosman.